# Glavatci
Glavatci (znanstveno ime Cordyceps) so rod gliv iz družine glavničaric (Cordycipitaceae). Rodovno znanstveno ime Cordyceps izhaja iz stare grščine: κορδύλη kordýlē, kar pomeni "kij" in latinščine: -ceps, kar pomeni "z glavo".
V ta rod so bili nekoč vključene tudi nekatere vrste, za katere se je z molekularno analizo ugotovilo, da so samo daljni sorodniki glavatcev in so sedaj uvrščene v rod glavatnikov (Ophiocordyceps).

## Značilnosti
Večina glavatcev je endoparazitoidov, ki parazitira predvsem na žuželkah in drugih členonožcih; nekaj pa jih parazitira na drugih glivah. Ko glavatec napade gostitelja, micelij vdre in sčasoma nadomesti gostiteljsko tkivo. Ko so razmere primerne iz njega zraste podolgovata goba, ki je lahko vajlasta, kijasta ali razvejana in nosi številne majhne peritecije v obliki bučk, ki vsebujejo mešičke - askuse, v katerih se razvijejo nitasti trosi, ki običajno razpadejo na kužne drobce.
Glavatci se že 1500 let uporabljajo v tradicionalni kitajski medicini.

## Popularna kultura
Serija video iger 'The Last of Us' (2013–danes) in njena televizijska adaptacija predstavljata glavatce kot smrtonosno grožnjo človeštvu, ki povzroči zombi apokalipso in propad človeške civilizacije. Scientific American ugotavlja, da so nekatere vrste v rodu "res tatovi teles, ki že milijone let delajo prave zombije", čeprav le iz mravelj ali tarantel, in ne iz ljudi. Serija izhaja iz predpostavke, da novi vrsti glavatca uspe preskočiti med vrstami, tako kot so to storile bolezni, kot je na primer gripa. Njegovi človeški gostitelji sprva postanejo nasilna okužena bitja, preden se spremenijo v slepe zombije, z gobami, ki brstijo iz njihovih obrazov. Dodatna podrobnost, ki odraža biologijo glavatcev, je, da okuženi nato poiščejo temen prostor, kjer umrejo in sprostijo trose, kar jim omogoči, da zaključjo svoj življenjski cikel. Scientific American komentira, da z združitvijo verjetnega mehanizma z učinkovitim umetniškim dizajnom serija pridobi "tako znanstveno strogost kot lepoto".
Podobno glavatec povzroči pandemijo, ki izbriše večino človeštva v postapokaliptičnem romanu Mika Careya iz leta 2014 "Dekle z vsemi darovi" in njegovi filmski adaptaciji iz leta 2016. V tem primeru okužena oseba postane lačen, krvi žejen zombi. V romanu dr. Caldwell pojasnjuje, da je gliva, ki okuži človeka, mutirana oblika glavatnika Ophiocordyceps unilateralis, ki spremeni vedenje okuženih žuželk. Otroci okuženih mater pa postanejo "hibridi" s protitelesi, ki jih ščitijo pred okužbo.

## Seznam glavatcev Slovenije[9]
- kokonov glavatec (Cordyceps militaris)